# The Works
„The Works“ е единадесетият студиен албум на британската рок група Куийн, издаден през февруари 1984 година. Албумът е частично завръщане към рок корените, макар и с много по-лек подход, записът е най-тежката електроника сред всички албуми на групата. За сравнение, рокът най-често отсъства от предишния им албум Hot Space, който дава място за танци и фънк с използване на аналогови синтезатори и месинг. Фреди Меркюри изказва хвалби за албума, заявявайки, че това е помогнало на групата, особено в Европа. От албума The Works са продадени дванадесет милиона копия по целия свят.
Записан в Лос Анджелис и Мюнхен от август 1983 г. до януари 1984 г., заглавието на албума идва от коментар барабанистът Роджър Тейлър по време на записите — „Нека да им дадем на произведение!“ Това е първият албум на Куийн, издаден на компактдиск.

## Списък на песните
Страна А
1. Radio Ga Ga (Тейлър) – 5:44
2. Tear It Up (Мей) – 3:28
3. It's a Hard Life (Меркюри) – 4:08
4. Man on the Prowl (Меркюри) – 3:28

Страна Б
1. Machines (Or 'Back to Humans') (Мей/Тейлър) – 5:10
2. I Want to Break Free (Дийкън) – 3:20
3. Keep Passing the Open Windows (Меркюри) – 5:21
4. Hammer to Fall (Мей) – 4:28
5. Is This the World We Created...? (Мей/Меркюри) – 2:13

Бонус песни (1991 Hollywood Records CD)
1. I Go Crazy (Мей) – 3:42
2. Radio Ga Ga (Разширена версия) (Тейлър) – 6:50
3. I Want to Break Free (Разширена версия) (Дийкън) – 7:19

## Състав
- Фреди Меркюри: водещи и беквокали, пиано
- Брайън Мей: китари, клавиши
- Роджър Тейлър: барабани
- Джон Дийкън: бас